# بدون بازی زندگی هرگز
بدون بازی زندگی هرگز (به انگلیسی: No Game No Life) (به ژاپنی: ノーゲーム・ノーライフ Nōgēmu Nōraifu) یک مجموعه لایت ناول ژاپنی که توسط یو کامیا نوشته و تصویرسازی شده است. بر اساس این رمان، یک مجموعه مانگای ژاپنی نیز توسط یو کامیا و طراحی ماشیرو هیراگی تهیه شده است که به وسیلهٔ مدیا فکتوری از ۲۲ ژانویه ۲۰۱۳، در ماهنامه کمیک الایو در حال انتشار است. یک مجموعه تلویزیونی انیمه ۱۲ قسمتی نیز توسط استودیو مدهاوس از ۹ آوریل ۲۰۱۴ در شبکه ای‌تی-ایکس شروع شده و تا ۲۵ ژوئیه ۲۰۱۴ ادامه داشت.

## داستان
بر اساس یک افسانه شهری، یک بازیکن شکست‌ناپذیر و افسانه‌ای به نام جای خالی 『 』 وجود داشت، اما در دنیای واقعی این بازیکن متشکل از یک برادر و خواهر گوشه‌نشین با نام‌های سورا 空 هجده ساله و شیرو 白 یازده ساله بودند که هیچگاه به مدرسه نمی‌رفتند و کاری جز انجام بازی‌های ویدئویی نداشتند. به عنوان یک تیم، با ترکیب مهارت‌های فردی، خود را به رقیبی شکست‌ناپذیر تبدیل کرده بودند؛ سورا که بسیار زیرک بود و دارای قدرت درون بینی فوق‌العاده بود و در طرف دیگر شیرو دارای هوش بسیار بالا که حتی فراتر از سطح یک انسان نابغه بود. این خواهر و برادر هیکیکوموری، در یک روز سرنوشت ساز پس از شکست رقیبی سرسخت در بازی شطرنج آنلاین، پیشنهادی از طرف شخصی که خود را خدا می‌نامید مبنی بر تولد دوباره در جهانی جدید، دنیایی که در آن همه چیز توسط بازی تعیین می‌شد، به آن‌ها داده شد. سورا و شیرو که از زندگی در این جهان بیزار بودند، پیشنهاد او را پذیرفتند و به دنیای فانتزی دیسبورد (به ژاپنی: 盤上の世界（ディスボード） Disubōdo) که توسط آخرین خدای باقی‌مانده به نام تت فرمانروایی می‌شد، فرا خوانده شدند. دنیایی که در آن جنگ توسط خدا ممنوع بود و همه چیز به وسیلهٔ بازی و قوانین خاص آن تعیین می‌شد، حتی مرزهای یک کشور. آیا این برادر و خواهر خواهند توانست آخرین نسل انسان‌ها به نام «ایمانیتی» را که فقط یک سرزمین برایشان باقی‌مانده نجات دهند؟